# Vicente Gómez Umpiérrez
José Vicente Gómez Umpiérrez (Las Palmas de Gran Canaria, provincia de Las Palmas, España, 31 de agosto de 1988), conocido como Vicente Gómez, es un exfutbolista español que jugaba como centrocampista.

## Trayectoria
En sus comienzos se inició en el A. D. Huracán llegando a ser pieza importante del equipo que ascendió y se mantuvo en Tercera División. En el año 2009 se incorporó al segundo filial de la U. D. Las Palmas, pero actuó durante todo el año en Las Palmas Atlético en tercera división.
En la temporada 2010-11 pasó al primer equipo, produciéndose su debut oficial en partido de copa frente al Real Valladolid C. F., partido en el que anotó un gol, finalizando con un 5-3 contrario a su equipo. En 2015 consiguió el ascenso a Primera e hizo su debut en la máxima categoría española el 22 de agosto de 2015, reemplazando a Hernán en una derrota por 1-0 frente al Atlético de Madrid .
Después de ocho temporadas seguidas en el primer equipo, tras el descenso a Segunda, el 17 de agosto de 2018 fue traspasado al Deportivo de La Coruña, club con el que firmó por tres temporadas.
En las filas del Deportivo de La Coruña disputó un total de 60 partidos, todos menos uno en Segunda División, 39 como titular, en las dos temporadas que formó parte del conjunto coruñés, con el que se quedó a las puertas del ascenso en la temporada 2018-19 y descendió a Segunda División B al término de la temporada 2019-20.
El 23 de septiembre de 2020 firmó con el Kerala Blasters de la Superliga de India por tres temporadas. Cumplida la primera de ellas abandonó el club y se marchó al Xanthi F. C. griego. Al final de la temporada se quedó sin equipo. En enero de 2023 se incorporó al cuerpo técnico de la U. D. Las Palmas, para hacer labores de ojeador.

## Clubes y estadísticas
- Actualizado el 1 de mayo de 2022.[9]

| Club                     | País   | Temporada | División            | Part. | Goles |
| ------------------------ | ------ | --------- | ------------------- | ----- | ----- |
| A. D. Huracán            | España | 2007-08   | Regional Preferente | -     | -     |
| A. D. Huracán            | España | 2008-09   | Tercera División    | -     | -     |
| Las Palmas Atlético      | España | 2009-10   | Tercera División    | 28    | 1     |
| U. D. Las Palmas         | España | 2010-11   | Segunda División    | 26    | 0     |
| U. D. Las Palmas         | España | 2011-12   | Segunda División    | 29    | 2     |
| U. D. Las Palmas         | España | 2011-12   | Copa del Rey        | 1     | 0     |
| U. D. Las Palmas         | España | 2012-13   | Segunda División    | 24    | 0     |
| U. D. Las Palmas         | España | 2012-13   | Copa del Rey        | 5     | 1     |
| U. D. Las Palmas         | España | 2013-14   | Segunda División    | 38    | 5     |
| U. D. Las Palmas         | España | 2013-14   | Copa del Rey        | 1     | 0     |
| U. D. Las Palmas         | España | 2014-15   | Segunda División    | 29    | 3     |
| U. D. Las Palmas         | España | 2014-15   | Copa del Rey        | 1     | 0     |
| U. D. Las Palmas         | España | 2015-16   | Primera División    | 21    | 1     |
| U. D. Las Palmas         | España | 2015-16   | Copa del Rey        | 4     | 0     |
| U. D. Las Palmas         | España | 2016-17   | Primera División    | 29    | 1     |
| U. D. Las Palmas         | España | 2016-17   | Copa del Rey        | 1     | 0     |
| U. D. Las Palmas         | España | 2017-18   | Primera División    | 25    | 0     |
| U. D. Las Palmas         | España | 2017-18   | Copa del Rey        | 3     | 0     |
| Deportivo de La Coruña   | España | 2018-19   | Segunda División    | 34    | 0     |
| Deportivo de La Coruña   | España | 2019-20   | Segunda División    | 25    | 0     |
| Deportivo de La Coruña   | España | 2019-20   | Copa del Rey        | 1     | 0     |
| Kerala Blasters          | India  | 2020-21   | Superliga           | 19    | 2     |
| Xanthi Athlitikos Omilos | Grecia | 2021-22   | Segunda Superliga   | 28    | 4     |
| Xanthi Athlitikos Omilos | Grecia | 2021-22   | Copa de Grecia      | 3     | 0     |

1. 